# Simbabwische Cricket-Nationalmannschaft in Sri Lanka in der Saison 2017
Die Tour der simbabwischen Cricket-Nationalmannschaft nach Sri Lanka in der Saison 2017 fand vom 30. Juni bis zum 18. Juli 2017 statt. Die internationale Cricket-Tour ist Bestandteil der Internationalen Cricket-Saison 2017 und umfasste ein Test und fünf ODIs. Sri Lanka gewann die Test-Serie 1–0, Simbabwe die ODI-Serie 3–2.

## Vorgeschichte
Sri Lanka bestritt zuvor die ICC Champions Trophy 2017, Simbabwe eine Tour in Schottland. Das letzte Aufeinandertreffen der beiden Mannschaften bei einer Tour fand in der Saison 2008/09 in Simbabwe statt, dass letzte Mal in Sri Lanka traf man in der Saison 2001/02 aufeinander.

## Stadien
Die folgenden Stadien wurden für die Tour ausgewählt. In Galle wurde das erste Mal seit der Saison 2000 ein ODI ausgetragen.
| Stadion                                 | Stadt      | Kapazität | Spiele      |
| --------------------------------------- | ---------- | --------- | ----------- |
| R. Premadasa Stadium (RPS)              | Colombo    | 35.000    | 1. Test     |
| Galle International Stadium             | Galle      | 35.000    | 1. & 2. ODI |
| Mahinda Rajapaksa International Stadium | Hambantota | 35.000    | 3. – 5. ODI |

## Kaderlisten
Simbabwe benannte seinen Kader am 26. Mai 2017.
Sri Lanka benannte seinen ODI-Kader am 27. Juni und seinen Test-Kader am 12. Juli 2017.
| Test | Test | ODI | ODI |
| Sri Lanka | Simbabwe | Sri Lanka | Simbabwe |
| --- | --- | --- | --- |
| - Dinesh Chandimal (K, wk) - Dushmantha Chameera - Niroshan Dickwella - Vishwa Fernando - Asela Gunaratne - Danushka Gunathilaka - Rangana Herath - Dimuth Karunaratne - Lahiru Kumara - Suranga Lakmal - Angelo Mathews - Kusal Mendis - Dilruwan Perera - Lakshan Sandakan - Upul Tharanga | - Graeme Cremer (K) - Ryan Burl - Regis Chakabva - Tendai Chatara - Craig Ervine - Hamilton Masakadza - Wellington Masakadza - Peter Moor (wk) - Christopher Mpofu - Natsai Mushangwe - Carl Mumba - Tarisai Musakanda - Sikandar Raza - Donald Tiripano - Malcolm Waller - Nathan Waller - Sean Williams | - Angelo Mathews (K) - Amila Aponso - Dushmantha Chameera - Akila Dananjaya - Niroshan Dickwella (wk) - Asitha Fernando - Asela Gunaratne - Danushka Gunathilaka - Wanindu Hasaranga - Chamara Kapugedera - Lahiru Madushanka - Lasith Malinga - Kusal Mendis - Nuwan Pradeep - Lakshan Sandakan - Upul Tharanga | - Graeme Cremer (K) - Ryan Burl - Tendai Chatara - Chamu Chibhabha - Craig Ervine - Hamilton Masakadza - Wellington Masakadza - Solomon Mire - Peter Moor (wk) - Christopher Mpofu - Carl Mumba - Tarisai Musakanda - Richard Ngarava - Sikandar Raza - Donald Tiripano - Malcolm Waller - Sean Williams |

## One-Day Internationals

### Erstes ODI in Galle
| 30. Juni Scorecard | Galle | Sri Lanka 316-5 (50)           | – | Simbabwe 322-4 (47.4) |
|                    |       | Simbabwe gewinnt mit 6 Wickets |   |                       |

### Zweites ODI in Galle
| 2. Juli Scorecard | Galle | Simbabwe 155 (33.4)             | – | Sri Lanka 158-3 (30.1) |
|                   |       | Sri Lanka gewinnt mit 7 Wickets |   |                        |

### Drittes ODI in Hambantota
| 6. Juli Scorecard | Hambantota | Simbabwe 310-8 (50)             | – | Sri Lanka 312-2 (47.2) |
|                   |            | Sri Lanka gewinnt mit 8 Wickets |   |                        |

### Viertes ODI in Hambantota
| 8. Juli Scorecard | Hambantota | Sri Lanka 300-6 (50)           | – | Simbabwe 219-6 (29.2/31) |
|                   |            | Simbabwe gewinnt mit 4 Wickets |   |                          |

### Fünftes ODI in Hambantota
| 10. Juli Scorecard | Hambantota | Sri Lanka 203-8 (50)           | – | Simbabwe 204-7 (38.1) |
|                    |            | Simbabwe gewinnt mit 3 Wickets |   |                       |

Der Seriengewinn von Simbabwe war erst der dritte Auswärts-Seriensieg gegen ein Vollmitglied des ICC und der erste seit 2001. Als Konsequenz trat der sri-lankische Kapitän Angelo Mathews von seinem Posten zurück.

## Test in Colombo
| 14. – 18. Juli Scorecard | Colombo (RPS) | Simbabwe 356 (94.4) & 346 (107.1) | – | Sri Lanka 377 (102.3) & 391-6 (114.5) |
|                          |               | Sri Lanka gewinnt mit 4 Wickets   |   |                                       |

Die Aufholjagd Sri Lankas im vierten Innings mit einem Ziel von 388 Runs war die höchste Aufholjagd die einer Mannschaft in Asien je gelungen ist.

## Player of the Series
Als Player of the Series wurden die folgenden Spieler ausgezeichnet.
| Serie | Player of the Series |
| ----- | -------------------- |
| Test  | Rangana Herath       |
| ODI   | Hamilton Masakadza   |

### Player of the Match
Als Player of the Match wurden die folgenden Spieler ausgezeichnet.
| Spiel   | Player of the Match  |
| ------- | -------------------- |
| 1. Test | Asela Gunaratne      |
| 1. ODI  | Solomon Mire         |
| 2. ODI  | Wanindu Hasaranga    |
| 3. ODI  | Danushka Gunathilaka |
| 4. ODI  | Craig Ervine         |
| 5. ODI  | Sikandar Raza        |